# Leica C
La Leica C (Typ 112) è una fotocamera compatta prodotta dalla Leica immessa sul mercato a settembre 2013.
Dispone di una memoria interna di 87 MB, espandibile con SD, SDHC o SDXC. Pesa 195 g e può eseguire filmati in AVCHD (720p). Dimensioni: 103x63x28 mm.
È la prima Leica dotata di un modulo Wi-Fi/NFC integrato. Le fotografie e i video si possono trasferire a smartphone e tablet computer via WLAN, senza richiedere cavi.

## Colori
La fotocamera è disponibile nei colori "light gold" e "dark red".